# Степченков, Олег Петрович
Олег Петрович Сте́пченков (род. 10 августа 1936, дер. Самсоново, Западная область) — советский, российский учёный в области криптографии, лауреат Государственной премии СССР (1982).

## Биография
Олег Петрович Степченков родился 10 августа 1936 года в дер. Самсоново (ныне — Смоленской области).
После окончания средней школы в городе Ярцево в 1954 году поступил на механико-математический факультет МГУ. После окончания МГУ с 1959 года работал в Пензенском научно-исследовательском электротехническом институте на инженерных должностях, а затем руководителем лаборатории математических исследований. Кандидат технических наук в области криптографии. За большой вклад в развитие технических средств криптографической защиты передачи информации в 1982 году ему присуждена Государственная премия СССР в области науки и техники. Награждён орденом «Знак почёта» и другими государственными наградами СССР и России.